# دیوا زاپا
دیوا زاپا (انگلیسی: Diva Zappa؛ زادهٔ ۳۰ ژوئیهٔ ۱۹۷۹) یک بازیگر سینما، هنرپیشه، و خواننده اهل ایالات متحده آمریکا است.